# 横浜環状道路
横浜環状道路（よこはまかんじょうどうろ、Yokohama Ring Expressway）は、神奈川県横浜市の、金沢区の横浜横須賀道路釜利谷JCTから栄区、鎌倉市、戸塚区、泉区、瀬谷区、旭区、緑区、青葉区、都筑区を経て、鶴見区の横羽線生麦JCTに至る、計画中の自動車専用道路である。横浜の都心から10 - 15 kmを環状に結び、東側部分は既成の高速道路に接続する。そのため、横浜環状道路は正確な環状道路ではなく、C字型の道路である。なお、「横浜環状道路」は、以下の4つの道路によって構成される、自動車専用道路群の総称である。
- 横浜環状南線 : 釜利谷JCT - 戸塚IC（事業主体：東日本高速道路、国土交通省横浜国道事務所）
- 横浜環状道路西側区間 : 戸塚IC - 横浜港北JCT（計画路線）
- 横浜環状北西線（緑支線） : 横浜青葉IC - 横浜港北JCT（事業主体：横浜市、首都高速道路）
- 横浜環状北線 : 横浜港北JCT - 生麦JCT（事業主体：首都高速道路）

## インターチェンジなど
名称は供用中の区間を除きすべて仮称。
- 横浜環状南線
  - 釜利谷JCT（横浜横須賀道路に接続）
  - 公田IC
  - 栄IC/JCT（横浜湘南道路が接続予定）
  - 戸塚IC（国道1号）
- 西側区間
  - （未定。途中の横浜泉JCT(仮称)で第二東海自動車道(武相幹線)に接続する計画もある）
- 横浜環状北西線（横浜北西線）（緑支線）
  - 横浜青葉IC/JCT（東名高速道路に接続）
  - 港北IC/横浜港北JCT（横浜環状北線・第三京浜道路に接続）
- 横浜環状北線（横浜北線）
  - 横浜港北JCT（横浜環状北西線・第三京浜道路に接続）
  - 新横浜出入口
  - 馬場出入口
  - 岸谷生麦出入口
  - 生麦JCT（横羽線/大黒線に接続）

## 接続路線
- 横浜横須賀道路
- 横浜湘南道路（事業中）
- 武相幹線（計画中）
- 保土ヶ谷バイパス
- 東名高速道路
- 第三京浜道路
- 首都高速神奈川1号横羽線/首都高速神奈川5号大黒線